# 2024년 마그데부르크 차량 공격

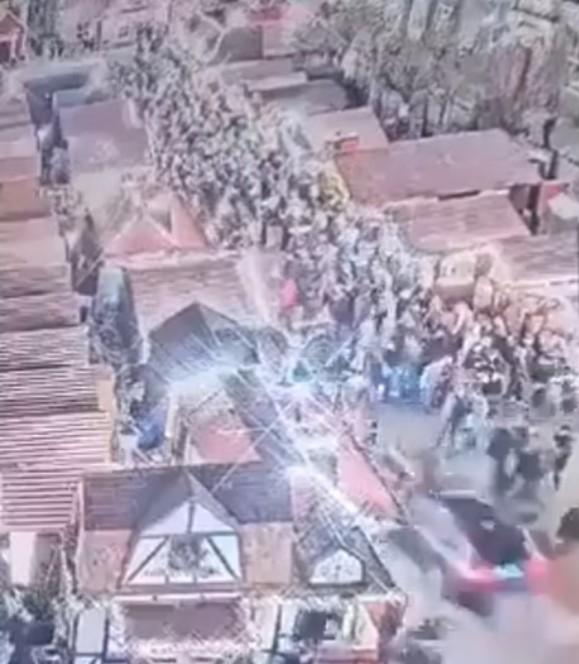
공격 직전 마그데부르크 크리스마스 시장의 CCTV 사진. 오른쪽 하단에 차가 보인다.

2024년 마그데부르크 차량 공격(영어: 2024 Magdeburg car attack, 독일어: Anschlag auf den Magdeburg 2024)은 2024년 12월 20일 독일 마그데부르크에서 일어난 차량 돌진 사건으로 5명이 사망했다.

## 전개
2024년 12월 20일, 독일 마그데부르크의 크리스마스 시장에서 SUV 한 대가 군중 속으로 돌진해 5명이 사망하고 최소 205명이 부상을 입었다.
해당 차량의 운전자인 탈레브 알 압둘모센(Taleb Al-Abdulmohsen)이 체포됐다. 당국에 따르면 용의자는 이슬람을 싫어하는 사우디아라비아 출신의 50세 난민이자 반체제 인사였으며 독일이 이슬람주의를 막기 위해 충분한 조치를 취하지 않는다고 강력히 비난했다.

## 같이 보기
- 2016년 니스 테러
- 2016년 베를린 테러